# Convenzione europea di estradizione
La Convenzione europea di estradizione è un trattato multilaterale di estradizione firmato nel 1957 dai Paesi membri del Consiglio d'Europa e vigente tra tali Paesi. La convenzione è aperta alla firma da parte di paesi non membri del Consiglio d'Europa e, a marzo 2022 erano già aggiunti anche Israele, la Russia, il Sudafrica e la Corea del Sud. Prima dell'introduzione del mandato d'arresto europeo, la convenzione regolava l'estradizione tra gli Stati membri dell'Unione europea.
Ci sono quattro protocolli aggiuntivi alla convenzione che modificano le condizioni firmate dai singoli Stati. La convenzione è stata ratificata dall'Italia con alcune riserve.

## Riferimenti normativi
- Legge 30 gennaio 1963, n. 300 - Ratifica ed esecuzione della Convenzione europea di estradizione, firmata a Parigi il 13 dicembre 1957.